# Fântânele (Arad)

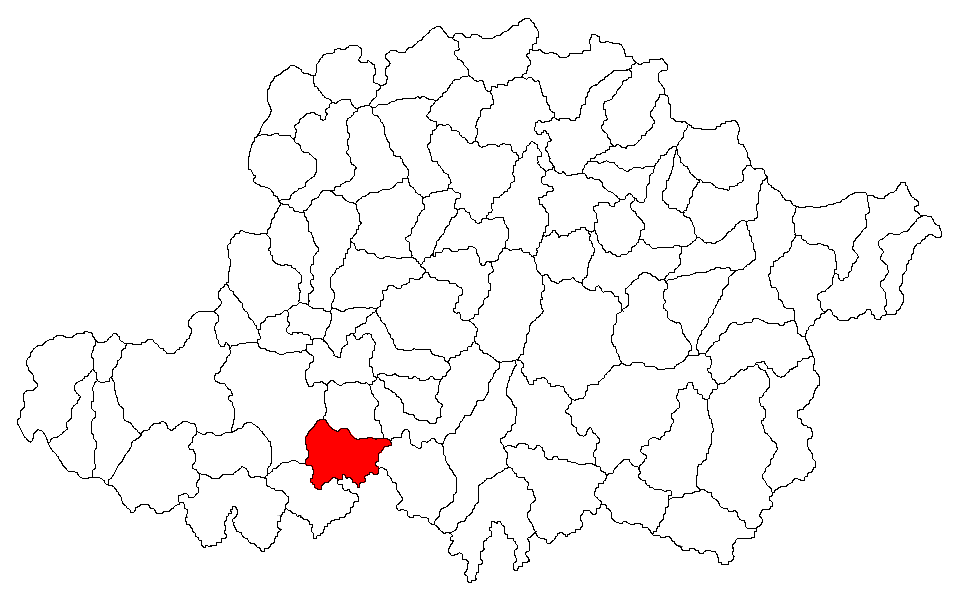
Lage der Gemeinde Fântânele im Kreis Arad

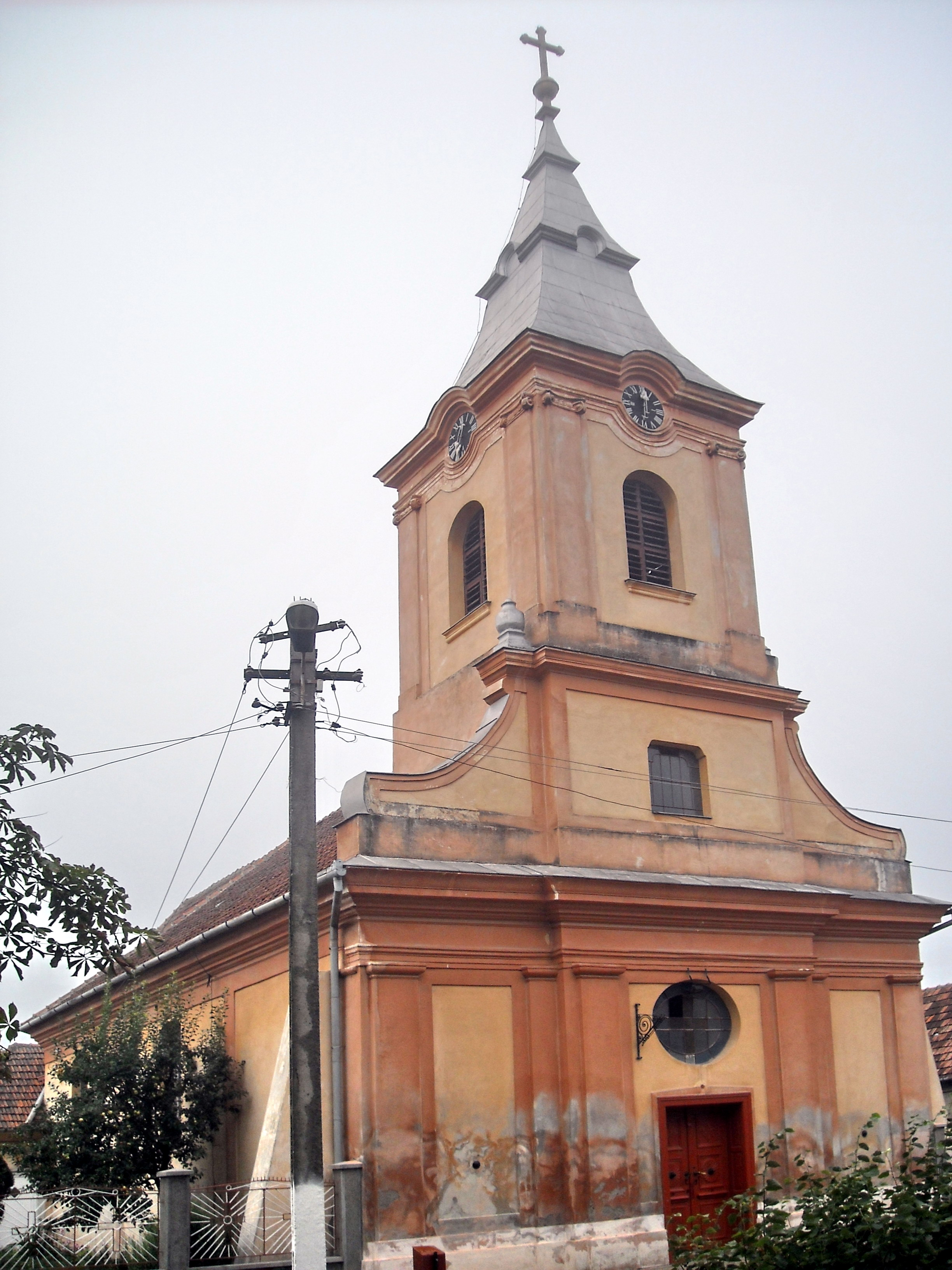
Römisch-katholische Kirche, 2009

Fântânele auch Fîntînele (deutsch Engelsbrunn, ungarisch Angyalkút bzw. bis 1899 Kisfalud) ist eine Gemeinde im Kreis Arad, Banat, Rumänien. Zur Gemeinde Fântânele gehört auch das Dorf Tisa Nouă (Wiesenhaid).

## Geographische Lage
Fântânele liegt im nördlichen Teil des Banats, in der Ebene, am südlichen Ufer der Marosch. Mitten durch das Dorf führt die Verbindungsstraße Arad – Lipova (Lippa). Die nächstliegende Stadt ist Arad in 6 km Entfernung. Nachbarortschaften sind im Westen Kleinsanktnikolaus, im Osten Schöndorf, im Norden Glogowatz und im Süden Wiesenhaid.
Der Ort ist flach und liegt etwa 15 Meter höher als der Wasserspiegel der Marosch, so dass er vor Hochwasser geschützt ist. Die zu Engelsbrunn gehörenden Flächen bestehen aus Feldern, Gärtnereien, Wein- und Obstgärten und Wiesen. Wald ist keiner vorhanden.

## Nachbarorte
| Sânnicolau Mic | Arad                                        | Vladimirescu |
| Zădăreni       | Kompassrose, die auf Nachbargemeinden zeigt | Sămbăteni    |
| Șagu           | Tisa Nouă                                   | Frumușeni    |

## Geschichte
Vor der österreichischen Kolonisierung 1766 gab es in dem im Ried gelegenen Walachenort bei der heutigen Ziegelei einige Häuser. Die Einwohner sollen Rumänen gewesen sein, möglicherweise Roma. In den Jahren 1760–1766 sollen sie teils nach Kleinsanktnikolaus, teils nach Lippa übersiedelt (worden) sein. Die Häuser fielen wahrscheinlich zusammen oder sie wurden abgetragen. Sie bildeten kein geschlossenes Ortsbild, sondern waren in einer Linie entlang der Marosch aufgereiht. Der neue Ort entstand unweit dieser Häuser.
Nach der Transferierung des Nationalistendorfes um 1766 wurde der Ort von Carl Samuel Neumann Edler von Buchholt mit 97 Häusern für 352 Deutsche neu angelegt.
Bis zum 11. September 1766 hatte man in Kisfaluda 97 Kolonistenfamilien mit 352 Personen zur Ansiedlung angewiesen. Von den für die Ansiedlung vorgesehenen Personen waren Ende 1766 bereits 13 verstorben.
Die Ansiedler kamen vornehmlich aus dem Trierischen (Rheinland), Lothringen, Luxemburg und dem Saarland. Insgesamt wurden in Engelsbrunn 104 Familien mit etwa 500–600 Personen angesiedelt.

## Namensgebung
Der ursprüngliche Name für den Ort, wo sich das heutige Fântânele befindet, war wohl Kisfalu(da), was ungarisch „kleines Dorf“ bedeutet.
1768 wurde in einer Bittschrift an die Banco Hof Deputation angesucht, dem Ort den deutschen Namen „Englbrunn“ zu geben. Der Gründer, Carl Samuel Neumann Edler von Buchholt, hatte nämlich auf den Brunnen in der Mitte des Dorfes einen Engel stellen lassen. Er sollte das Wasser schützen. Heute noch steht im Park vor der Kirche, auf dem ehemaligen Brunnen, ein Postament mit einem Engel aus Blech obenauf.
Zwischen 1867 und 1918 trug das Dorf im Zuge der Magyarisierung den ungarischen Namen Kisfalud bzw. ab 1899 Angyalkút.
Nach 1918 verwendete man offiziell wieder den Namen Engelsbrunn, ab 1948 erhielt es den Namen Fântânele (rumänisch „Brunnen“).

## Bevölkerungsentwicklung
Die anfängliche Zahl von Einwohnern verdoppelte sich bis zum Jahre 1811 und erreichte 1940 einen Wert von 2080, wobei der prozentuale Anteil der Deutschen an der Gesamtbevölkerung von ursprünglich 100 % sich zwischen 88 % und 95 % einpendelte.
Nach dem Beginn des Zweiten Weltkrieges 1940 begann in Engelsbrunn die deutsche Bevölkerung abzunehmen. Viele Männer mussten in der rumänischen Armee Dienst leisten. 1943 wurden 145 Männer zum Wehrdienst in der deutschen Armee eingezogen. Von den 145 Männern sind 49 gefallen. Viele gerieten in Gefangenschaft und wurden nach Deutschland entlassen. Im Januar 1945 wurden 161 Personen nach Russland verschleppt, 42 davon starben. Von den nach Russland verschleppten wurden einige nach Deutschland entlassen.
Da im Frühjahr 1945 die Deutschen in Rumänien enteignet wurden, sahen viele keine Zukunft mehr in der Heimat und blieben in Deutschland oder zogen nach Amerika. So begann nach und nach die Auswanderung. Zuerst versuchten jene auszuwandern, die in Amerika geboren und amerikanische Staatsbürger waren.
Die nächsten waren die Lehrer. Offensichtlich erhielten sie bevorzugt Ausreisegenehmigungen, um so einen Grund zu schaffen, die deutschen Schulen beziehungsweise den deutschsprachigen Unterricht immer mehr auszudünnen.
In den 70er Jahren, bei der Konferenz für Sicherheit und Zusammenarbeit in Europa, gehörte Rumänien zu den Mitunterzeichnern des Abkommens von Helsinki, das die Ausreise ermöglichte, wenn Verwandte 1. Grades im Ausland, also auch im Westen wohnten. So begann die Familienzusammenführung. Es waren aber nur wenige, die die Ausreise erhielten.
Die große Abwanderung begann mit den Besuchern in der Bundesrepublik, welche nicht mehr zurückkehrten und die Familien dann nachholten. Jeder versuchte, auf irgendeine Weise freizukommen. Manche kauften sich mit Geld frei – es wurden beträchtliche Summen gezahlt, um den Pass zu bekommen. Im Dezember 1989, nach dem Sturz von Ceaușescu, ging es schnell bergab mit der deutschen Bevölkerung in Engelsbrunn. Heute leben in Engelsbrunn nur noch ganz wenige Deutsche (2011 waren es noch 22), da viele die Heimat verließen, die früher nie vorhatten, auszuwandern.

## Persönlichkeiten
- Josef Zauner, Verleger und Pionier der europäischen Einigung, wurde am 18. November 1895 in Engelsbrunn geboren.